# Survivor Series (1990)
Survivor Series 1990 fue la cuarta edición anual de Survivor Series, un evento pago por visión de lucha libre profesional producido por la World Wrestling Federation (WWF). Tuvo lugar el Día de acción de gracias, el 22 de noviembre de 1990 desde el Hartford Civic Center en Hartford, Connecticut. Un acontecimiento importante para este PPV y la empresa fue el debut del luchador The Undertaker

## Resultados
- Dark match: Shane Douglas derrotó a Buddy Rose.
  - Douglas cubrió a Rose con un "Roll-up".

- (4 on 4) Traditional Eliminator Survivor Series match: The Warriors (The Ultimate Warrior, The Legion of Doom (Hawk & Animal) y The Texas Tornado) derrotaron a The Perfect Team (Mr. Perfect y Demolition (Ax, Smash & Crush)) (c/Bobby Heenan y Mr. Fuji). (14:20)

| N.º de eliminación | Luchador                            | Equipo                              | Eliminado por                       | Técnica de eliminación                    | Tiempo                              |
| ------------------ | ----------------------------------- | ----------------------------------- | ----------------------------------- | ----------------------------------------- | ----------------------------------- |
| 1                  | Ax                                  | Perfect Team                        | Ultimate Warrior                    | Warrior Press                             | 3:23                                |
| 2                  | Smash, Crush y LOD                  | Perfect & Warriors Team             | Nadie                               | Descalificados por luchar dentro del ring | 7:36                                |
| 3                  | Texas Tornado                       | Warriors                            | Mr. Perfect                         | Perfect Plex                              | 11:02                               |
| 4                  | Mr. Perfect                         | Perfect Team                        | Ultimate Warrior                    | Warrior Splash                            | 14:20                               |
| Supervivientes:    | The Ultimate Warrior (The Warriors) | The Ultimate Warrior (The Warriors) | The Ultimate Warrior (The Warriors) | The Ultimate Warrior (The Warriors)       | The Ultimate Warrior (The Warriors) |
- (4 on 4) Traditional Eliminator Survivor Series match: The Million Dollar Team (Ted DiBiase, The Undertaker y Rythm & Blues (The Honky Tonk Man & Greg Valentine)) (c/Virgil, Jimmy Hart y Brother Love) derrotaron a The Dream Team (Dusty Rhodes, Koko B. Ware y The Hart Foundation (Bret Hart & Jim Neidhart)). (13:54)

| N.º de eliminación | Luchador                              | Equipo                                | Eliminado por                         | Técnica de eliminación                    | Tiempo                                |
| ------------------ | ------------------------------------- | ------------------------------------- | ------------------------------------- | ----------------------------------------- | ------------------------------------- |
| 1                  | Koko B. Ware                          | Dream Team                            | The Undertaker                        | Tombstone Piledriver                      | 1:39                                  |
| 2                  | Honky Tonk Man                        | Million $ Team                        | Jim Neidhart                          | Powerslam                                 | 4:16                                  |
| 3                  | Jim Neidhart                          | Dream Team                            | Ted DiBiase                           | Pinfall tras una interferencia de Virgil  | 5:49                                  |
| 4                  | Dusty Rhodes                          | Dream Team                            | The Undertaker                        | Diving Double Axe Handle                  | 8:26                                  |
| 5                  | The Undertaker                        | Million $ Team                        | Nadie                                 | Cuenta Fuera tras correr tras Rhodes      | 9:17                                  |
| 6                  | Greg Valentine                        | Million $ Team                        | Bret Hart                             | Small Package                             | 9:57                                  |
| 7                  | Bret Hart                             | Dream Team                            | Ted DiBiase                           | Pinfall tras esquivar un Flying Bodypress | 13:54                                 |
| Supervivientes:    | Ted DiBiase (The Million Dollar Team) | Ted DiBiase (The Million Dollar Team) | Ted DiBiase (The Million Dollar Team) | Ted DiBiase (The Million Dollar Team)     | Ted DiBiase (The Million Dollar Team) |
- - Esta lucha significó el debut de The Undertaker en la WWF.

- (4 on 4) Traditional Eliminator Survivor Series match: The Visionaires (Rick Martel, The Warlord y Power and Glory (Hércules & Paul Roma)) (c/Slick) derrotaron a The Vipers (Jake Roberts, Jimmy Snuka y The Rockers (Shawn Michaels & Marty Jannetty)). (17:42)

| N.º de eliminación | Luchador                                                         | Equipo                                                           | Eliminado por                                                    | Técnica de eliminación                                           | Tiempo                                                           |
| ------------------ | ---------------------------------------------------------------- | ---------------------------------------------------------------- | ---------------------------------------------------------------- | ---------------------------------------------------------------- | ---------------------------------------------------------------- |
| 1                  | Marty Jannetty                                                   | The Vipers                                                       | The Warlord                                                      | Powerslam                                                        | 5:03                                                             |
| 2                  | Jimmy Snuka                                                      | The Vipers                                                       | Rick Martel                                                      | Inside Cradle                                                    | 9:28                                                             |
| 3                  | Shawn Michaels                                                   | The Vipers                                                       | Paul Roma                                                        | Powerplex (Superplex/Splash)                                     | 15:40                                                            |
| 4                  | Jake Roberts                                                     | The Vipers                                                       | Nadie                                                            | Cuenta Fuera tras ir tras Martel                                 | 17:42                                                            |
| Supervivientes:    | Rick Martel, The Warlord, Hércules y Paul Roma (The Visionaires) | Rick Martel, The Warlord, Hércules y Paul Roma (The Visionaires) | Rick Martel, The Warlord, Hércules y Paul Roma (The Visionaires) | Rick Martel, The Warlord, Hércules y Paul Roma (The Visionaires) | Rick Martel, The Warlord, Hércules y Paul Roma (The Visionaires) |
- (4 on 4) Traditional Eliminator Survivor Series match: The Hulkamaniacs (Hulk Hogan, Jim Duggan, The Big Boss Man y Tugboat) derrotaron a The Natural Disasters (Earthquake, Haku, Dino Bravo y The Barbarian) (c/Jimmy Hart y Bobby Heenan). (14:49)

| N.º de eliminación | Luchador                  | Equipo                           | Eliminado por             | Técnica de eliminación                             | Tiempo                    |
| ------------------ | ------------------------- | -------------------------------- | ------------------------- | -------------------------------------------------- | ------------------------- |
| 1                  | Haku                      | The Natural Disasters            | Big Boss Man              | Boss Man Slam                                      | 3:15                      |
| 2                  | Jim Duggan                | Hulkamaniacs                     | Nadie                     | Descalificado tras golpear a Earthquake con el 2x4 | 6:12                      |
| 3                  | Dino Bravo                | The Natural Disasters            | Hulk Hogan                | Small package                                      | 7:59                      |
| 4                  | Big Boss Man              | Hulkamaniacs                     | Earthquake                | Elbow drop                                         | 9:08                      |
| 5                  | Tugboat & Earthquake      | Hulkamaniacs & Natural Disasters | Nadie                     | Doble Cuenta Fuera                                 | 11:33                     |
| 6                  | The Barbarian             | The Natural Disasters            | Hulk Hogan                | Leg drop                                           | 14:49                     |
| Supervivientes:    | Hulk Hogan (Hulkamaniacs) | Hulk Hogan (Hulkamaniacs)        | Hulk Hogan (Hulkamaniacs) | Hulk Hogan (Hulkamaniacs)                          | Hulk Hogan (Hulkamaniacs) |
- (4 on 4) Traditional Eliminator Survivor Series match: The Alliance (Nikolai Volkoff, Tito Santana y The Bushwhackers (Luke Williams & Butch Miller)) derrotaron a The Mercenaries (Sgt. Slaughter, Boris Zhukov y The Orient Express (Sato & Tanaka)) (c/Mr. Fuji y General Adnan). (10:52)

| N.º de eliminación | Luchador                    | Equipo                      | Eliminado por               | Técnica de eliminación                        | Tiempo                      |
| ------------------ | --------------------------- | --------------------------- | --------------------------- | --------------------------------------------- | --------------------------- |
| 1                  | Boris Zhukov                | The Mercenaires             | Tito Santana                | Flying Forearm                                | 0:48                        |
| 2                  | Sato                        | The Mercenaires             | Butch Miller                | Battering Ram                                 | 1:46                        |
| 3                  | Tanaka                      | The Mercenaires             | Tito Santana                | Flying Forearm                                | 2:13                        |
| 4                  | Nikolai Volkoff             | The Alliance                | Sgt. Slaughter              | Clothesline                                   | 5:25                        |
| 5                  | Luke Williams               | The Alliance                | Sgt. Slaughter              | Stomach breaker                               | 6:30                        |
| 6                  | Butch Miller                | The Alliance                | Sgt. Slaughter              | Clothesline                                   | 6:53                        |
| 7                  | Sgt. Slaughter              | The Mercenaires             | Tito Santana                | Descalificado tras una interferencia de Adnan | 10:52                       |
| Supervivientes:    | Tito Santana (The Alliance) | Tito Santana (The Alliance) | Tito Santana (The Alliance) | Tito Santana (The Alliance)                   | Tito Santana (The Alliance) |
- "Gran Final de Supervivientes": El equipo Face formado por Hulk Hogan, The Ultimate Warrior y Tito Santana derrotaron al equipo Heel formado por Ted DiBiase, Rick Martel, The Warlord y Power and Glory (Hércules & Paul Roma) (c/Virgil y Slick). (9:07)

| N.º de eliminación | Luchador                                      | Equipo                                        | Eliminado por                                 | Técnica de eliminación                        | Tiempo                                        |
| ------------------ | --------------------------------------------- | --------------------------------------------- | --------------------------------------------- | --------------------------------------------- | --------------------------------------------- |
| 1                  | The Warlord                                   | The Heel Team                                 | Tito Santana                                  | Flying Forearm                                | 0:28                                          |
| 2                  | Tito Santana                                  | The Face Team                                 | Ted DiBiase                                   | Hotshot                                       | 1:51                                          |
| 3                  | Paul Roma                                     | The Heel Team                                 | Hulk Hogan                                    | Clothesline                                   | 5:57                                          |
| 4                  | Rick Martel                                   | The Heel Team                                 | Nadie                                         | Cuenta Fuera tras abandonar a su equipo       | 7:17                                          |
| 5                  | Ted DiBiase                                   | The Heel Team                                 | Hulk Hogan                                    | Leg drop                                      | 8:30                                          |
| 6                  | Hércules                                      | The Heel Team                                 | Ultimate Warrior                              | Warrior Splash                                | 9:07                                          |
| Supervivientes:    | Hulk Hogan y Ultimate Warrior (The Face Team) | Hulk Hogan y Ultimate Warrior (The Face Team) | Hulk Hogan y Ultimate Warrior (The Face Team) | Hulk Hogan y Ultimate Warrior (The Face Team) | Hulk Hogan y Ultimate Warrior (The Face Team) |

## Otros roles
| Comentaristas - Gorilla Monsoon - Roddy Piper Árbitros - Danny Davis - Earl Hebner - Mike Chioda - Shane Stevens | Entrevistadores - Gene Okerlund - Sean Mooney Otros - Howard Finkel - Anunciador |